# 奢侈禁止令
奢侈禁止令（しゃしきんしれい）または奢侈禁止法とは、奢侈（贅沢の意）、贅沢品を禁止して倹約を推奨・強制するための法令および命令の一群である。
古今東西を問わず、贅沢は一種の犯罪であると考えられてきた。儒教では、贅沢は君臣・尊卑の名と分からの逸脱を意味するとされ、社会秩序に対する重大な挑戦と考えられてきた。一方、キリスト教（カトリック）においては、贅沢は「七つの大罪」における傲慢の罪にあたり、享楽的な生活に対する神の怒りが黒死病などの疫病や戦乱を生み出していると考えられてきた。
もっとも時代が進んで社会が豊かになってくると消費生活の統制が困難となり、効果の低い奢侈禁止令がたびたび出されては遵守が徹底されないというジレンマも抱えることとなった。

## ヨーロッパ
古代ギリシアの立法家ザレウコスは、奢侈も規制した。
古代ローマ時代では、Lex Oppiaや十二表法などの法律によって、死に装束などまで贅沢が禁止された。
フランク王国（カロリング朝）の時代から奢侈禁止令が見られるが、本格的に奢侈禁止令が出されるようになるのは、十字軍以後の商業の急激な発展と都市生活の高度化に対する教会および国家の警戒によるものであった。当初は諸法令の1文に加えられる形式のものが多かったが、後には単独の法令として出される場合も増加した。
ただし、奢侈禁止令と言ってもその内容や対象は様々であり、全国・全身分に適用する場合もあれば、特定の地域や身分を対象にしたものもあった。イタリアの都市国家では支配階層であり貴族層の権力伸張を抑える手段として用いられ、続いて女性の発言力増加を危惧してこれを抑圧するための手段として出された。さらに北欧などでは伝統的な価値観や共同体の維持と言った保守的な思想のもとで出される場合が多かった。
絶対王政期には、国王および貴族の優位性を確立することと重商主義の観点から輸入を抑制して国産品の消費を拡大させるために民衆に対して奢侈禁止令が出された。

## 日本
日本では、身分制度の維持を図る観点から身分相応以上の服装を着用する行為が道徳風俗違反であるとして「過差（かさ）」であると非難された。聖徳太子の冠位十二階でも朝廷に出仕する者の服装規定が定められ、以後も度々奢侈禁止令が出されたが、当初はその対象は主に貴族・官人層であった。
養老5年（721年）に「節を制し度を謹しみ、奢侈を禁防するは、政を為すに先とする所にして百王不易の道なり」と唱えて位階に応じて蓄馬を規制し、長徳元年（999年）には、藤原道長を一上とする太政官が、「美服過差、一切禁断」とする太政官符を出すなど、度々奢侈禁止令が出されている。建武の新政の際には後醍醐天皇が政治刷新の一環として「過差停止」の宣旨を出しているものの、当時の婆娑羅・風流の風潮を止めることはできなかった。
だが、近世に入って江戸幕府が士農工商を問わずに発令した贅沢を禁じる法令および命令の一群はその中でも群を抜いていた。
寛永5年（1628年）には、農民に対しては布・木綿に制限（ただし、名主および農民の妻に対しては紬の使用を許された）され、下級武士に対しても紬・絹までとされ贅沢な装飾は禁じられた。また同年には旗本に対しては供回りの人数を制限させるなど、以後家族の生活や食生活、交際時の土産の内容までが規制を受けた。これは旗本に江戸常駐を原則として義務付けたことによって旗本が生産地である知行地から切り離されて消費者に転化してその生活が苦しくなったという事情が大きく働いていた。
農民の服装に対しては続いて寛永19年（1642年）には襟や帯に絹を用いることを禁じられ、さらに脇百姓の男女ともに布・木綿に制限され、さらに紬が許された層でもその長さが制限された。さらに翌年の「土民仕置覚」では紫や紅梅色を用いることが禁じられている。その後も寛文7年（1667年）、天明8年（1788年）、天保13年（1842年）にも繰り返し同様の命令が出されている。
一方、武士や町人に対しても農民ほどの厳格さはなくても同様の規制が行われた。寛文3年（1663年）には「女中衣類直段之定」が定められ、当時の明正上皇（女帝、銀500目）や御台所（将軍正室、銀400目）の衣装代にまで制約をかける徹底的なものであった。天和3年（1683年）には、呉服屋に対しては小袖の表は銀200目を上限とし、金紗・縫（刺繍）・惣鹿子（絞り）の販売は禁じられ、町人に対しては一般町人は絹以下、下女・端女は布か木綿の着用を命じた。貞享3年（1686年）には縫に限り銀250目までの販売を許したが、元禄2年（1689年）には銀250目以上の衣服を一切売ってはならないこと、絹地に蝋などを塗って光沢を帯びさせることを禁じることが命じられた。正徳3年（1713年）には先の「女中衣類直段之定」の制限（朝廷500目・幕府および大名400目・それ以下300目）の再確認と贅沢な品物の生産と新商品・技術の開発の厳禁が生産・染色業者に命じられる。享保3年（1718年）の「町触」の公布にあわせて奉行所に町人の下着まで贅沢な振る舞いがないか監視するようにという指示が出されている。延享2年（1745年）にも「町人が絹・紬・木綿・麻布以外の物を着てはならず、熨斗目などの衣装を着ているものがいれば、同心は捕えてその場で衣装を没収すべきである」と言う指示が出されている。こうした奢侈禁止令の極致が天保の改革の際の一連の禁令であり、「商工等は、武士・農民の事欠け申さざる程に渡世致し候はば然るべく候」として商工を非生産的な身分であり、都市が繁栄することそのものが無駄以外の何者でもないと断じて厳しい奢侈禁止令を実施した。
このような指示がたびたび出されたにもかかわらず、命令が遵守されたのは直後のみで時間が経つにつれて都市でも農村でも違反するものが相次いだ。さらに、上の身分の者が奉公などの褒賞として下の者に下賜された衣装を実際に着用した場合には、儒教の忠の観念との兼ね合いから黙認せざるを得なかったために、規制を形骸化する根拠を幕府自身が作ることになってしまった例もあったのである。
奢侈禁止令に対抗して、許された茶と灰色を組み合わせたバリエーション色の四十八茶百鼠が生み出され流行した。